# Frankleben
Frankleben ist seit dem 1. Januar 2004 ein Ortsteil von Braunsbedra im Saalekreis in Sachsen-Anhalt.

## Geografische Lage
Frankleben liegt im Geiseltal, nordöstlich von Braunsbedra, an der Landstraße zwischen Mücheln (Geiseltal) und Merseburg.

## Geschichte

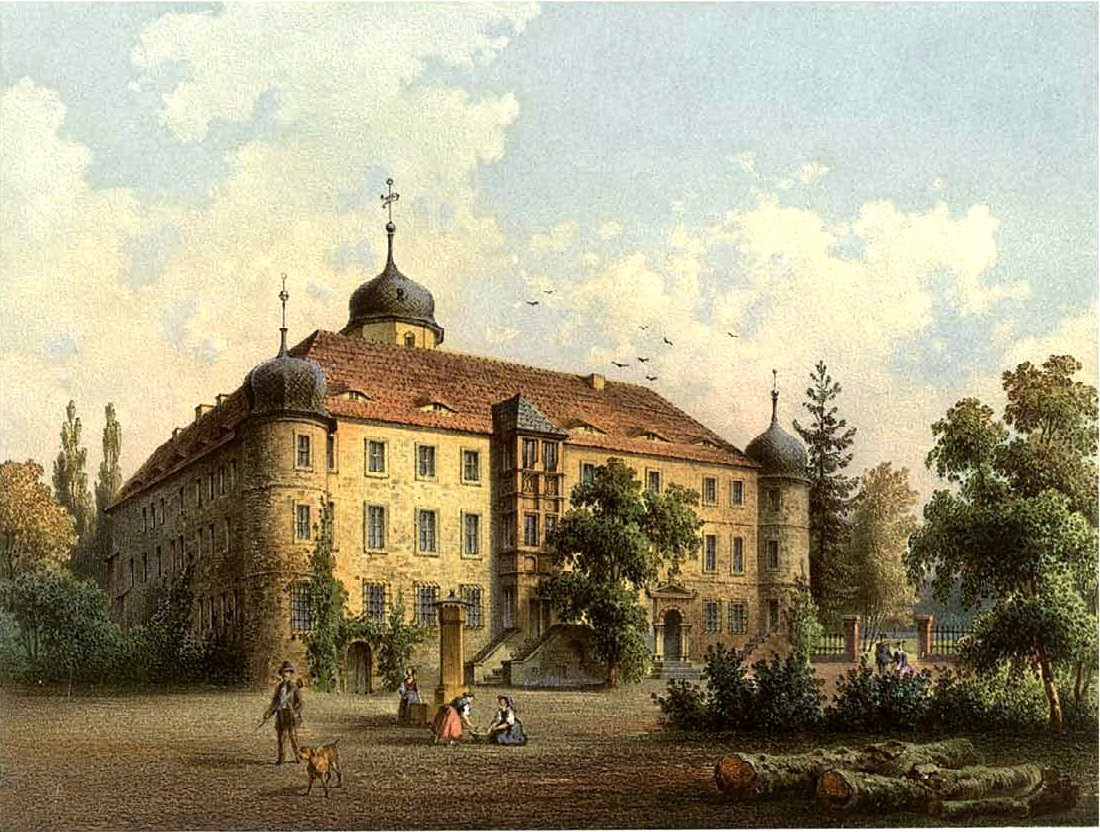
Schloss Unterfrankleben um 1860, Sammlung Alexander Duncker

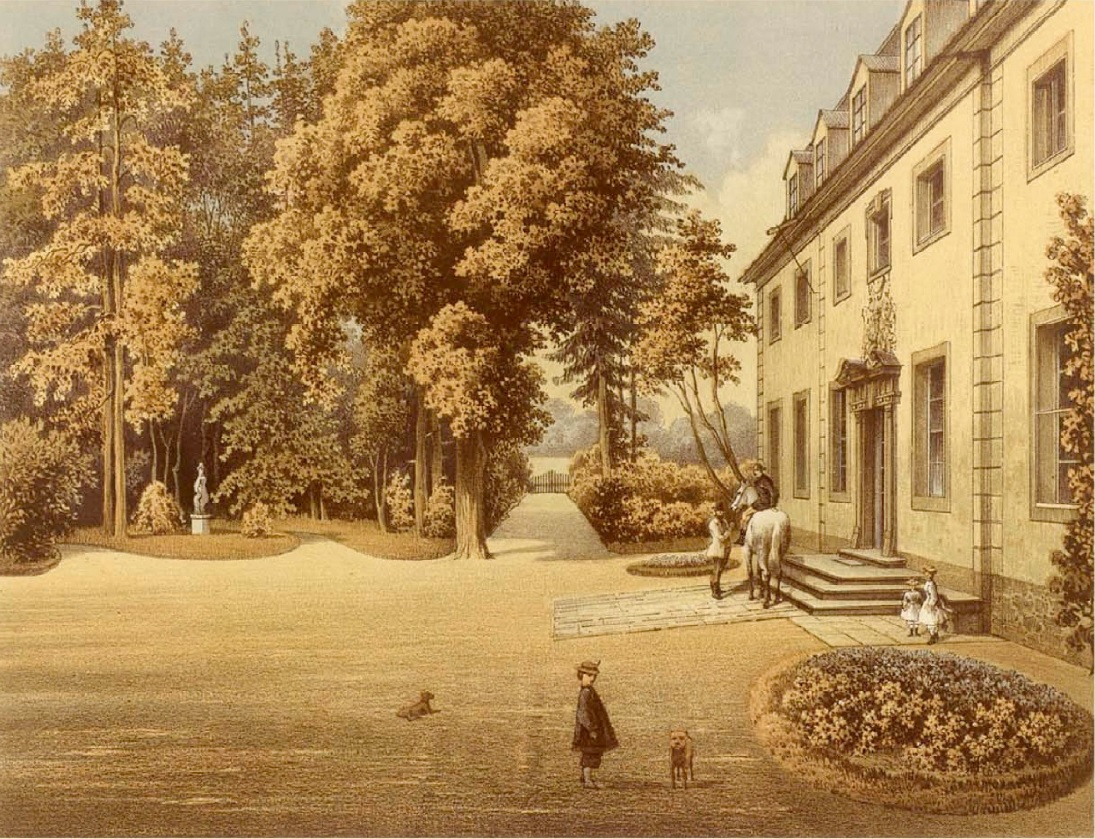
Rittergut Oberfrankleben um 1860, Sammlung Alexander Duncker

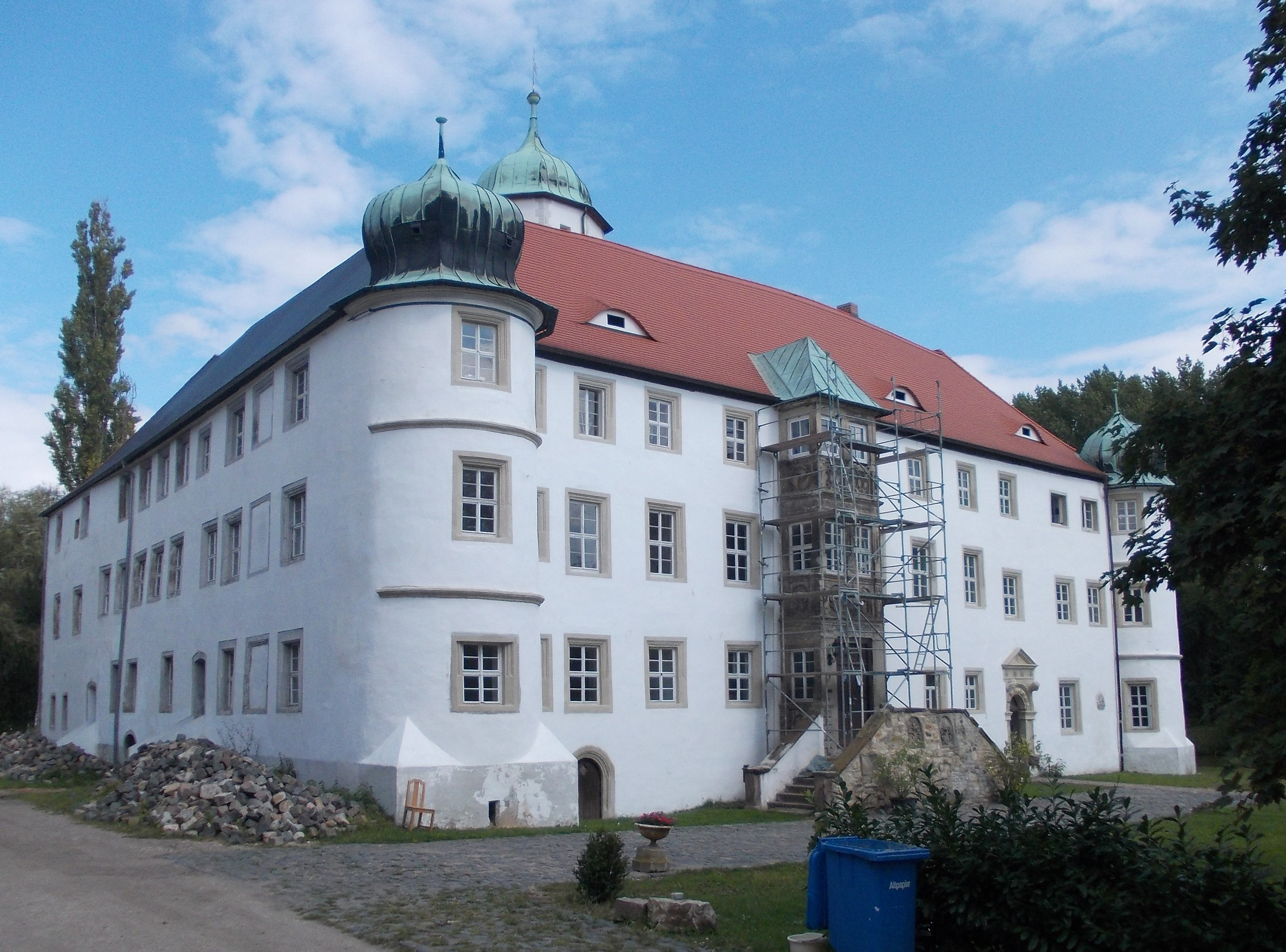
Schloss Unterfrankleben 2014

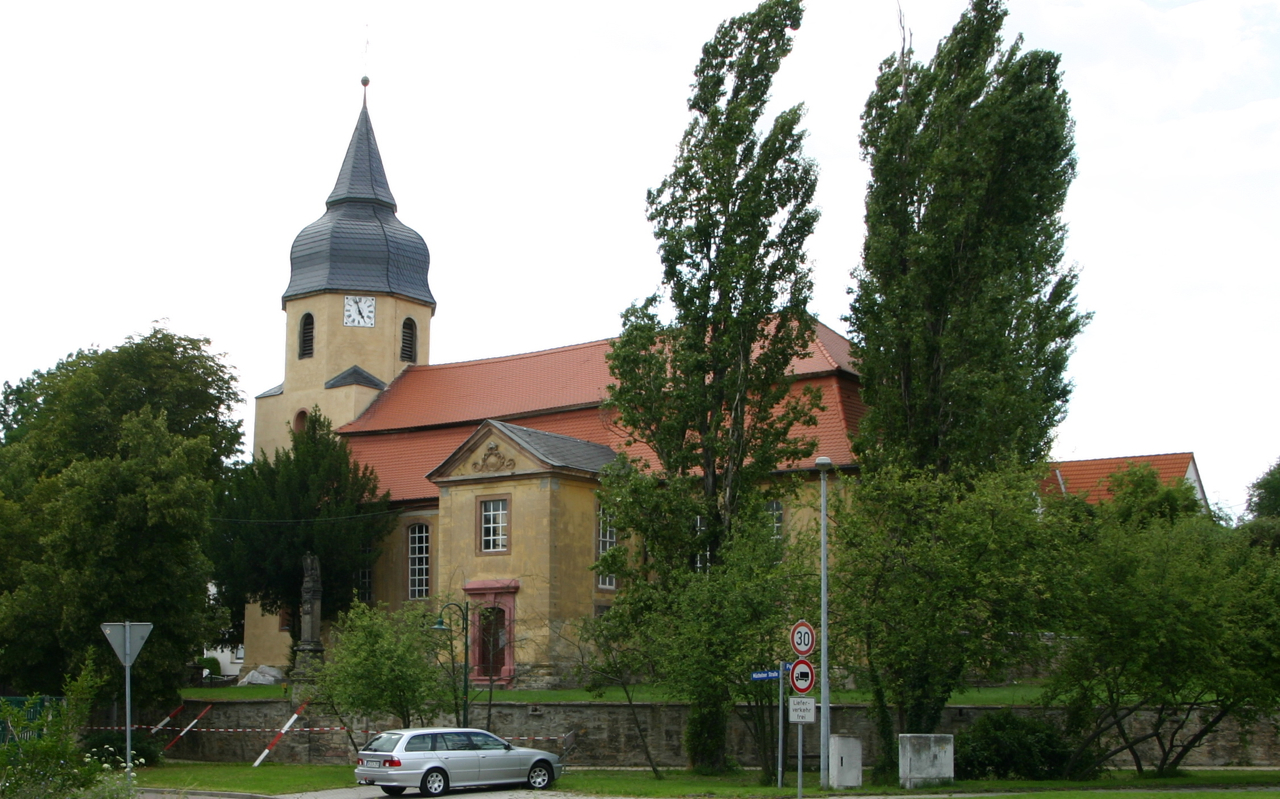
Die Kirche

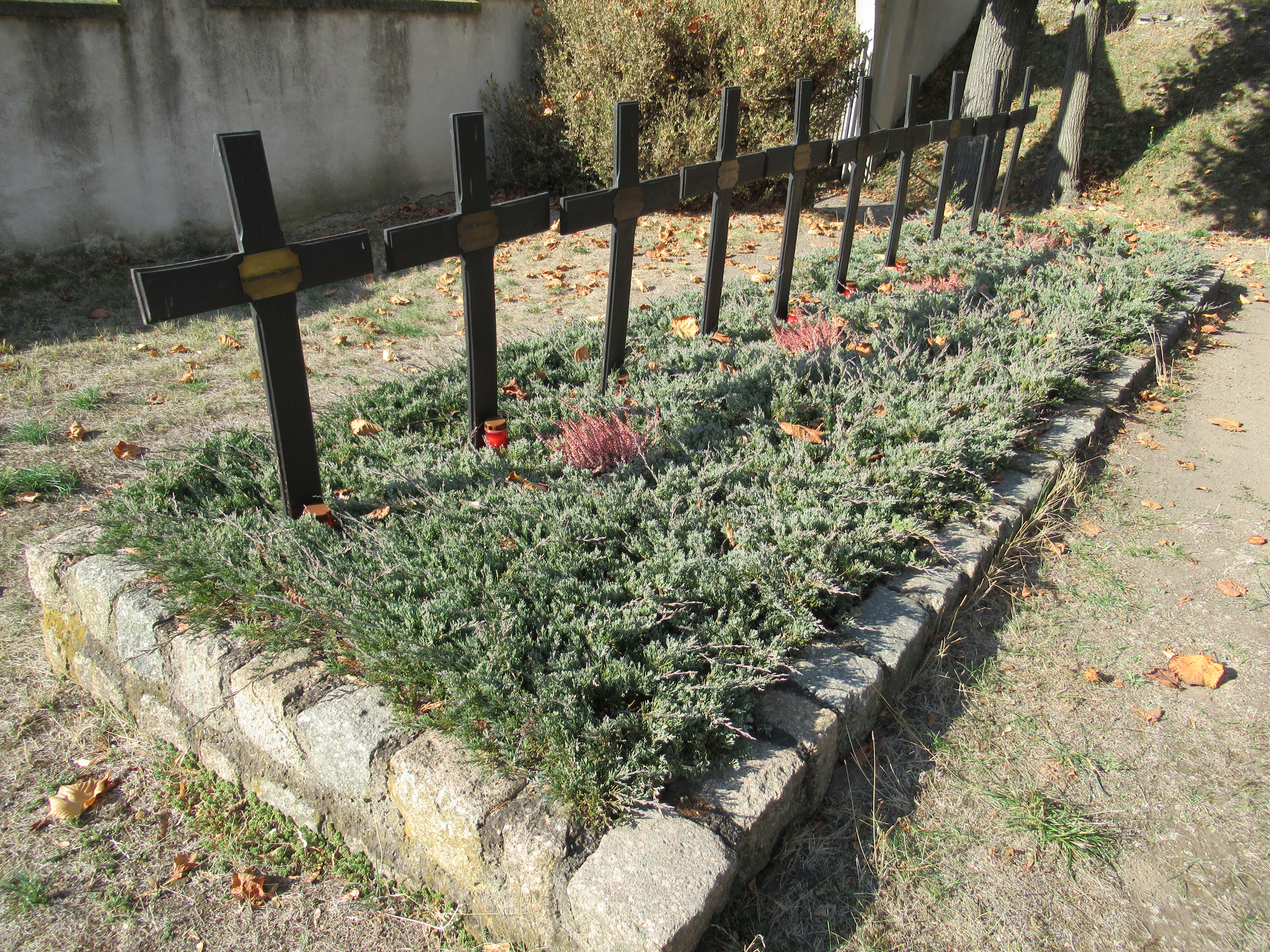
Grab von zehn Flaksoldaten 1945

Frankleben ist ca. 1500 Jahre alt. 300 nach Christus kamen zur Zeit der Völkerwanderung die Warnen in das Geiseltal und gründeten Orte mit „Leben“. In einem zwischen 881 und 899 entstandenen Verzeichnis des Zehnten des Klosters Hersfeld wird Frankleben als zehntpflichtiger Ort Franchenleba im Friesenfeld erstmals urkundlich erwähnt.
900 wurden erstmals die Dörfer Oberfrankleben (jetzige Müchelner Straße) und Unterfrankleben (jetzige Friedrichstraße und der nördliche Teil des Topfmarktes) genannt. Diese waren den beiden Rittergütern Oberhof und Unterhof zuzuordnen, die sich von 1327 bis zur Enteignung 1945 durchgehend im Besitz der Familie von Bose befanden. Bekannte Gutsherren waren der kursächsische Generalkriegskommissar Christoph Dietrich Bose der Ältere (1628–1708) und der kursächsische General
Adam Heinrich Bose (1667–1749).
Das Schloss war bis 1992 nur noch in geringen Teilen bewohnt und verfiel; 2007 wurde es an Franz Pacher von Theinburg verkauft, der es sanierte und 2015 in die Stiftung Kulturgut Schloss Frankleben einbrachte, an der sich auch ein gemeinnütziger Verein und die Familie von Bose beteiligten. Es beherbergt heute eine Pension sowie Räume für Hochzeiten, Familienfeiern, Seminare, Ausstellungen, Konzerte, Lesungen und Tanzveranstaltungen.
Mitte des 19. Jahrhunderts erschienen in den geschichtlichen Aufzeichnungen die Dörfer vereint als Frankleben. Ein Wandel von einem landwirtschaftlich geprägten Dorf zu einer Industriegemeinde vollzog sich ab dem 19. Jahrhundert. Frankleben gehörte bis 1815 zum hochstiftlich-merseburgischen Amt Merseburg, das seit 1561 unter kursächsischer Hoheit stand. Durch die Beschlüsse des Wiener Kongresses kam der Ort zu Preußen und wurde dem Kreis Merseburg im Regierungsbezirk Merseburg der Provinz Sachsen zugeteilt, zu dem er bis 1944 gehörte.
1929 wurden die 300 Bewohner des Nachbarorts Runstedt nach Frankleben umgesiedelt. Zum 1. Juli 1930 wurde Runstedt nach Frankleben eingemeindet und 1931 abgebaggert (devastiert). Bei einem Luftangriff 1944 wurde das Herrenhaus des Oberhofs (1737–1741) beschädigt, die Ruine um 1958 wegen des Braunkohletagebaues beseitigt. Bei amerikanischem Artilleriefeuer wurde am 14. April 1945 der Turm der Dorfkirche St. Martini zerschossen. Am 1. Juli 1950 wurde die Gemeinde Reipisch eingemeindet. Das frühere Stahlwerk Frankleben und die umliegenden Kohle- und Chemiebetriebe beeinflussten bis zur politischen Wende das Leben der Einwohner. Von 1993 bis 2004 gehörte Frankleben zur Verwaltungsgemeinschaft „Unteres Geiseltal“.

## Wirtschaft und Infrastruktur
Frankleben hat einen Bahnhof an der Bahnstrecke Merseburg–Querfurt. Dieser wird stündlich von der Linie S 11 Halle–Merseburg–Querfurt der S-Bahn Mitteldeutschland bedient. Östlich des Orts befindet sich die Abfahrt Merseburg-Süd der A38.

## Politik
Der Ortsbürgermeister ist Günter Küster.

## Kultur und Sehenswürdigkeiten

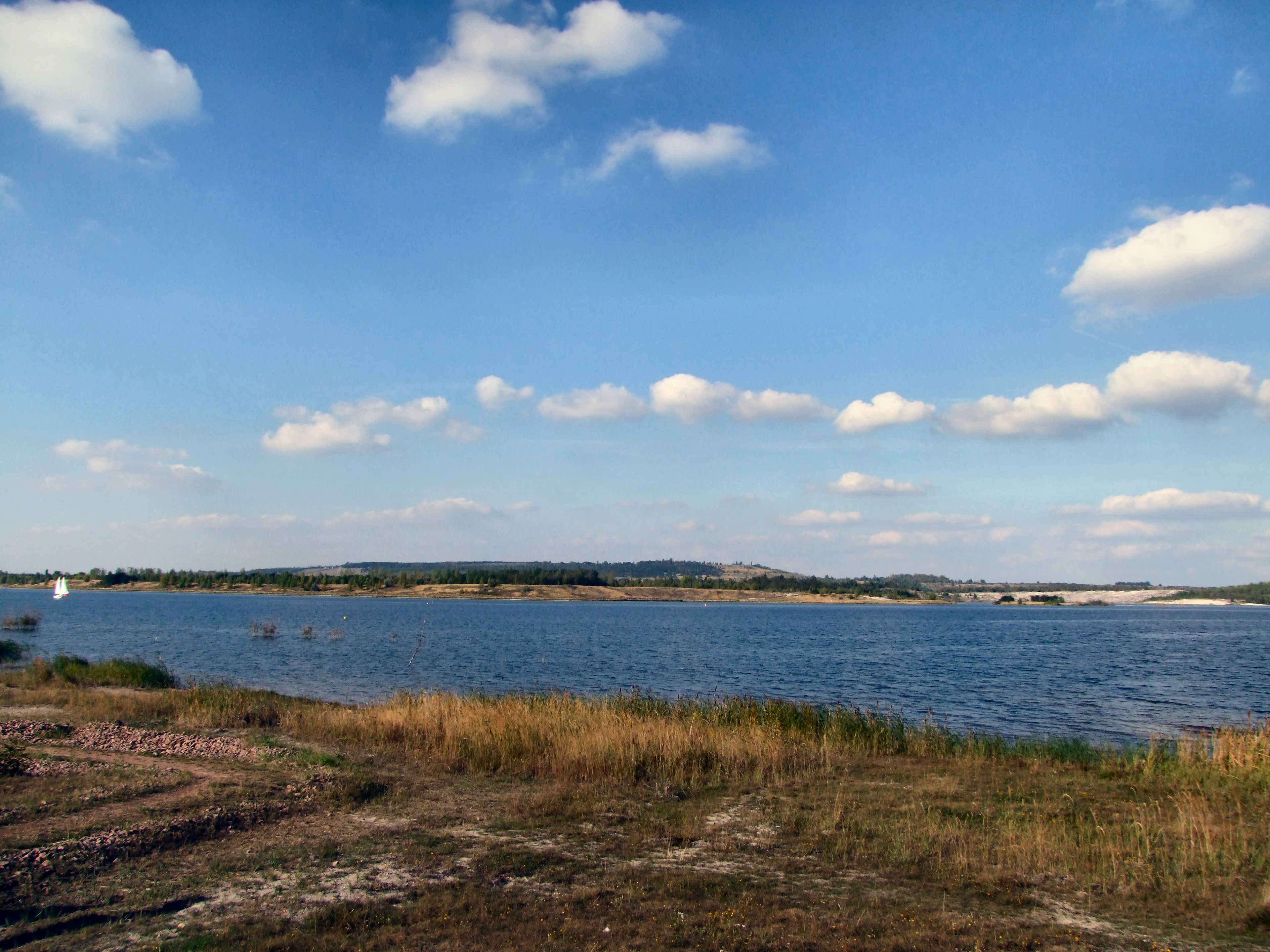
Geiseltalsee

- Dorfkirche St. Martini: Verputzter Bruchsteinbau des 17. Jahrhunderts. Im 18. Jahrhundert erfolgte ein durchgreifender Umbau als Saalkirche mit abgewalmtem Mansarddach. Am 14. April wurde der Turm durch US-Artillerie zerschossen, der Turmhelm 1948/49 in vereinfachter Form erneuert. Die Renovierung des Inneren folgte 1952/53.
- Schloss Unterhof Frankleben: Schloss
- Strand mit Tauchbasis am Geiseltalsee
- Grabstätten für zehn gefallene Flaksoldaten auf dem Friedhof
- Grabstätten auf dem Ortsfriedhof für zwei sowjetische und zwei polnische Zwangsarbeiter (nach anderen Angaben sogar sieben), die aus dem Arbeitserziehungslager Spergau kommend im Stahlwerk Zwangsarbeit verrichten mussten

## Persönlichkeiten

### Söhne und Töchter des Ortes
- Christoph Dietrich Bose der Jüngere (1664–1741), Beamter und Besitzer des Unterhofes
- Adam Heinrich Bose (1667–1749), General und Besitzer des Unterhofes
- Carl Friedrich Ritter (1797–1863), Klavierbauer
- Siegfried Jankowski (1927–1997), Politiker (SPD), Landtagsabgeordneter in Nordrhein-Westfalen
- Torsten Friedrich (* 1971), Handballtorwart

### Personen, die vor Ort gewirkt haben
- Rudolf Stier (1800–1862), 1829–1838 Pfarrer von Frankleben und Runstedt